# Gerbert Martí
Gerbert Martí Mitjana (nacido el 3 de mayo de 1991 en Barcelona) es un jugador de baloncesto español que en 2015 milita en las filas del UE Mataró de Liga EBA. Mide 2,03 metros, y juega en la posición de ala-pívot.

## Biografía
Gerbert Martí es un ala-pívot que puede jugar en ambas posiciones interiores. Nacido en Barcelona, empezó su formación en la cantera del Sant Josep de Badalona, al igual que su inseparable compañero de equipo Marc Blanch. Fue uno de los jugadores más destacados en las categorías inferiores de la Penya, a la que llegó en edad infantil. Dio el salto al profesionalismo en el vinculado en Adecco Plata del Joventut, un CB Prat en el que ha militó cuatro campañas (2009-2013). En la temporada 2012-2013 fue una de las piezas más importantes en los esquemas de Carles Durán Ortega con unos promedios de 9.7 puntos, 6.7 rebotes y 1.8 tapones por encuentro.
La temporada 2013-2014, se convierte en jugador del Bàsquet Club Andorra, donde jugaría durante una temporada para volver al Club Bàsquet Prat, la siguiente temporada.
Lograría afianzarse en las filas del conjunto catalán, donde sería capitán y jugador más aventurero del equipo.
El 16 de agosto de 2021, tras haber ascendido a la Liga LEB Oro con el Club Bàsquet Prat, firma por el UE Mataró de Liga EBA.

## Trayectoria deportiva
- 2009-2013 LEB.  Club Bàsquet Prat
- 2013-2014 LEB.  Bàsquet Club Andorra
- 2014-2021 LEB Oro y Plata. Club Bàsquet Prat
- 2021-Actualidad Liga EBA. UE Mataró